# Septembre 1799

## Événements

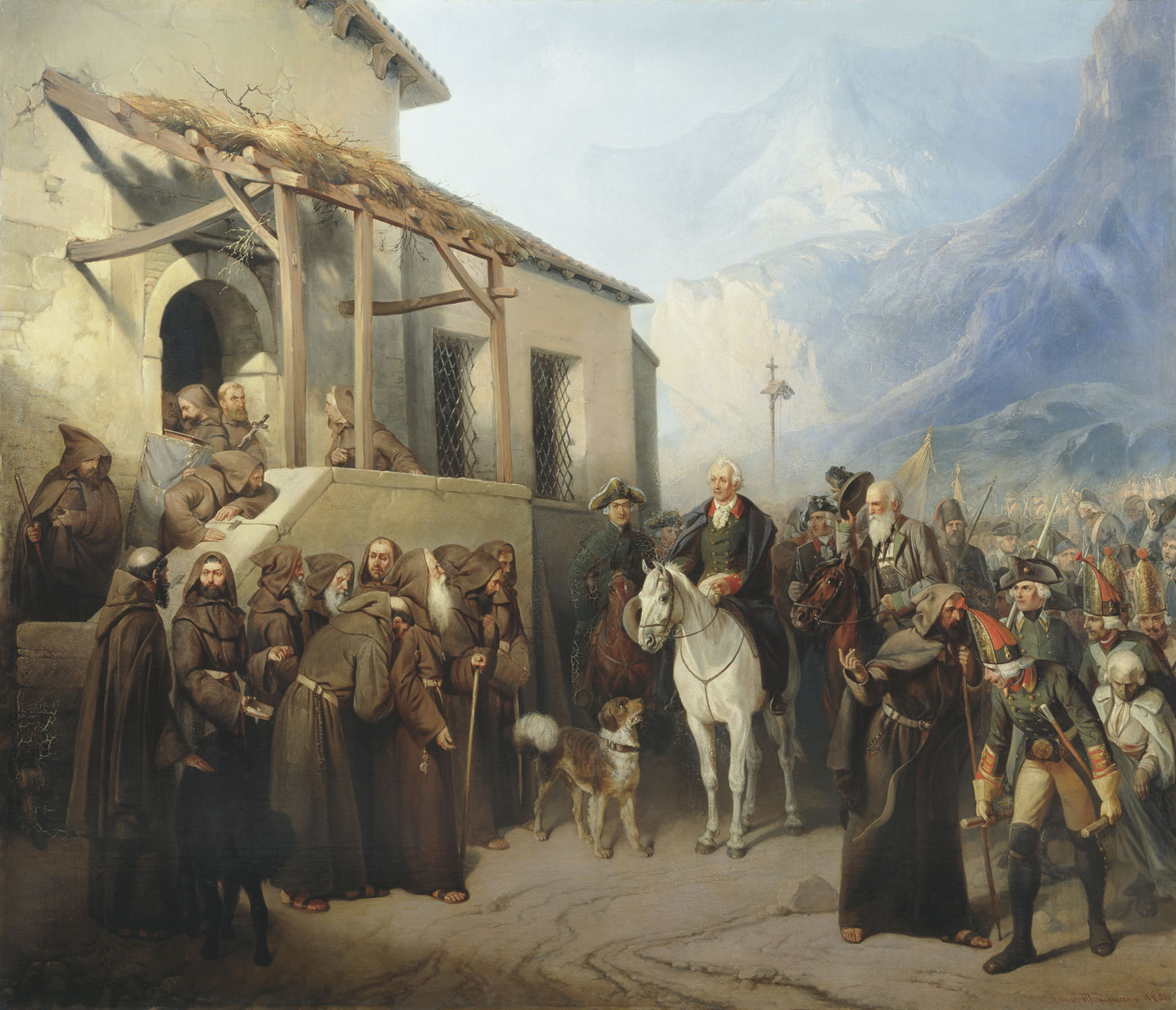
13 septembre : Alexandre Souvorov passe le col du Saint-Gothard

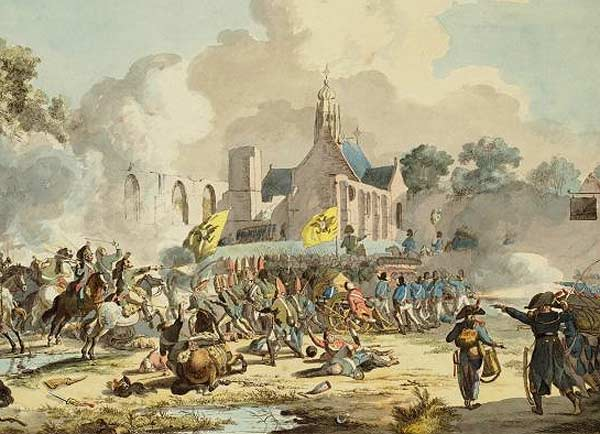
19 septembre : Bataille de Bergen

- 7 septembre : combat du Château-Jaume.

- 13 septembre : Alexandre Souvorov passe le col du Saint-Gothard

- 14 septembre : Combat de Landéan.

- 17[1], le 19[2] ou le 21 septembre[3] : Combat de Noyant-la-Gravoyère.

- 18 septembre : prise de Pontorson.

- 19 septembre, République Batave : Brune défait le corps expéditionnaire britannique et une flotte russe à la bataille de Bergen[4].

- 25 septembre : le comte Rostopchine et N.P. Panine sont placés à la tête des Affaires étrangères puis de la Chancellerie en Russie[5].

- 25 - 27 septembre : Masséna est victorieux des Russes de Korsalov à la deuxième bataille de Zurich[6]. La Suisse est placée sous « protection française ».

- 30 septembre : entrée des coalisés dans Rome ; la République romaine s’effondre[4].

## Naissances
- 8 septembre : James Bowman Lindsay (mort en 1862), inventeur écossais.
- 19 novembre : René Caillé, explorateur français († 17 mai 1838)
- 23 septembre : Charles Jean-Baptiste Amyot (mort en 1866), juriste et entomologiste français.

## Décès
- 7 septembre :
  - Louis-Guillaume Le Monnier, botaniste français (° 1717).
  - Jan Ingenhousz, médecin et botaniste d'origine britannique (° 1730).